# Crossville (Alabama)
Crossville – miasteczko w południowo-wschodnich Stanach Zjednoczonych, w stanie Alabama, w hrabstwie DeKalb.

Położenie miasta

## Demografia
Według spisu powszechnego z 2010 roku, miasteczko to liczyło 1862 mieszkańców. W roku 2023 liczba mieszkańców spadła do 1838 osób, a gęstość zaludnienia do 84,8 osoby/km².

## Geografia
Według danych amerykańskiego Biura Spisów Ludności (U.S. Census Bureau), miasto zajmuje powierzchnię 21,676 km², natomiast wody zajmują zaledwie 0,0019 km² powierzchni tegoż miasta.